# ハッスル黄門
ハッスル黄門（ハッスルこうもん）は、日本の水戸藩第2代藩主である徳川光圀をモデルにした茨城県のマスコットキャラクター。全国健康福祉祭（ねんりんピック）茨城大会の大会マスコットとして2005年（平成17年）に全国公募により誕生した。2019年3月31日を以て隠居（引退）との設定が付された。

## 概要
2007年（平成19年）開催のねんりんピック茨城大会のマスコットキャラターとして誕生し、2008年開催の国民文化祭茨城大会、2009年（平成21年）開催の技能五輪アビリンピック茨城大会の大会マスコットとしても引き続き使用された。また、技能五輪のマスコットに採用された際は、それまで手に持っていた県の花であるバラの花を「技」と書かれた旗に持ち変えている。
2010年（平成22年）3月11日に開港した茨城空港のPRマスコットやカルビーのポテトチップス茨城限定バージョンのパッケージなどにも採用され、茨城県内を中心に活躍の幅を広げている。
それ以外にも、2008年（平成20年）11月22日には「ハッスル」つながりでプロレスのハッスル・ツアー2008 ～11.22 in IBARAKI～において、戦闘用バージョンに変身し、リングデビューを果たした。2009年7月20日には、「黄門」つながりでTBSテレビの時代劇『水戸黄門』で水戸光圀を演じる里見浩太朗との対面も果たし、話題となった。ハッスル黄門は、里見との面会を機に全国漫遊の旅に出かけると公表している。
しかし、その活躍とは裏腹にハッスル黄門は茨城県を代表する統一マスコットキャラクターとして県から正式に認められるには至っておらず、その理由も明らかにされてはいない。
2009年8月には秘書を登用し、それ以降はマスコミでの露出が急激に増え多忙を極める日々が続いている。この秘書のみがハッスル黄門と直接会話ができる唯一の人物であるとされており、常にハッスル黄門の声を代弁している。
2014年（平成26年）7月には激しいダンスやパラグライダーなどの様々な活動が出来る「スーパーハッスル黄門」がお披露目された。筑波山で修行をして、頭巾を脱いだ形態との設定がなされている。

## 歴史
- 2005年
  - 4月：「ねんりんピック茨城大会」のマスコットデザインを全国公募により決定。
  - 12月：「ねんりんピック茨城大会」のマスコットの愛称公募で、名前が「ハッスル黄門」に決定。
- 2007年
  - 11月10日：「ねんりんピック茨城大会」開催、大会マスコットとして活躍。
- 2008年
  - 5月：茨城空港のPRマスコットに採用される。
  - 11月1日：「国民文化祭いばらき2008」開催、大会マスコットとして活躍。
  - 11月22日：ハッスル・ツアー 2008 ～11.22 in IBARAKI～ でリング・デビュー。
- 2009年
  - 7月20日：TBSテレビ『水戸黄門』で水戸光圀役を務める俳優の里見浩太朗と対面。その後、「助さん格さんには内緒」という設定で全国漫遊の旅に出かける。
  - 8月23日：秘書を登用し、楽天ブログ上に「ハッスル黄門の諸国漫遊記」を開設。
  - 10月23日：「ゆるキャラまつり in 彦根」に初参加。
  - 10月25日：「技能五輪・アビリンピックいばらき大会2009」開催、大会マスコットとして活躍。
  - 11月6日：フランスに渡り、筑波大学のYOSAKOIソーランチーム「筑波大学 斬桐舞」と共によさこいソーランを披露。
- 2010年
  - 1月28日：韓国に渡る。
  - 4月1日：秘書の人事異動に伴い、所管部署が変更される。
  - 9月19日：阪神甲子園球場の「いばらきメロンデー」に併せ、グランドに登場する。
  - 10月16日：「第5回ゆるキャラカップ in 鳥取砂丘」に初参加。総合成績16位。
  - 10月18日：「第5回ゆるキャラカップ in 鳥取砂丘」に参加した様子などがTBSテレビ「Nスタ」の特集コーナーでとりあげられる。
  - 10月23日・24日：「ゆるキャラまつり in 彦根 ～きグルミさみっと2010～」に参加。
  - 10月27日：ゆるキャラグランプリの結果が発表され、携帯電話による人気投票でゆるキャラ全170体中47位に。
- 2014年
  - 7月10日：納豆の日。進化形態「スーパーハッスル黄門」が公開、魅力度ランキング47位脱却を目指す[3]。
- 2019年
  - 3月31日：ハッスル黄門ご隠居（引退）。「いばらきの魅力発信隊」後任には茨城県非公認キャラクターのねば～る君が就任[1]。

## 訪問した地域と出会ったキャラクター（2009年7月以降）

### 日本
- 北海道札幌市
  - ねんりんピック北海道・札幌2009マスコットキャラクター「うっさん」
  - 「コアックマ」「アックマ」
- 北海道江別市
  - 「えべチュン」
- 宮城県仙台市
  - 宮城県観光PRキャラクター「むすび丸」
- 福島県郡山市
- 栃木県宇都宮市
  - 栃木県のマスコット「ルリちゃん」
- 栃木県壬生町
- 群馬県前橋市
  - 群馬県のマスコット「ぐんまちゃん」
- 群馬県高崎市
- 千葉県木更津市
- 埼玉県さいたま市
- 東京都江東区
- 東京都中央区
- 東京都千代田区
- 東京都港区
- 東京都墨田区
- 神奈川県横浜市
  - 神奈川新聞マスコットキャラクター「カナロコ星人」
- 新潟県新潟市
- 愛知県名古屋市
  - 名古屋開府400年マスコット「はち丸」
- 滋賀県彦根市
- 京都府京都市
- 大阪府大阪市
- 兵庫県神戸市
- 鳥取県鳥取市
- 広島県広島市
- 福岡県福岡市
  - 福岡タワーマスコットキャラクター「フータくん」
- 沖縄県那覇市

### 海外
- 大韓民国
- フランス